# 蔡慧超
蔡慧超（1983年—），上海市浦东人，是一位中国残奥人举重运动员，也是一位腦性麻痺病人。2003年，蔡慧超获得全国残运会举重第二名。他曾代表中国参加2008年北京残奥会、 2012年夏季残疾人奥林匹克运动会和2016年夏季残疾人奥林匹克运动会，并於2008年奪得男子90公斤級舉重金牌，2012年奪得男子90公斤級舉重银牌。 他也曾奪得2010年亞洲殘疾人運動會男子90公斤级舉重金牌。